# بوينغ 757
بوينغ 757 طائرة مدنية من إنتاج شركة بوينغ للمسافات المتوسطة. أول تحليق لها في 19 فبراير 1982. عوضت هذه الطائرة نوع بوينغ 727 ، وكجل طائرات بوينغ الأخرى فهي تعتمد على محركين اثنين من نوع برات آند ويتني 'PW2043'. تم الاستغناء عن صنع هذه الطائرة في 28 ديسمبر 2005’ وسلمت آخر طائرة لشركة خطوط شانغهاي الجوية.
ويوجد 4 أصناف من هذا النوع.
200-757 : صممت لنقل الركاب، وأول رحلة كانت في الأول من فبراير 1982, وأول من استخدمها هي الخطوط الجوية الشرقية في يناير 1983.
757 بي أف : طائرة شحن، استخدمت لنقل البضائع. وأول تحليق لها كان في الثالث من أغسطس، واستعملتها شركة يوناتد لخدمات الطرود 'خطوط يو بي إس الجوية' في سبتمبر 1987 .
757 كومبي : صممت لنقل الركاكب (بين 126 و167 راكبا) إضافة إلى البضائع.
300-757 : تم تمديدها إلى 7.1 مترا، مما سمح بزيادة عدد الركاب إلى 30 شخصا، إضافة إلى ما يقارب قنطارا من البضائع. أول تحليق كان في 2 أغسطس 1998، وأول من استعملها الشركة الألمانية كوندور في مارس 1999.
تعتبر سي-32 النسخة العسكرية لهذا النوع، وتستعمها القوات الجوية الأمريكية .

## الخصائص
|                          | 757-200 | 757-300 | 757-200بي إف                                                                             |
| ------------------------ | --- | --- | ---------------------------------------------------------------------------------------- |
| عدد الركاب               | 200-228 | 243-280 | -                                                                                        |
| حجم البضائع              | 43.3 م³ | 67.1 م³ | 239 م³                                                                                   |
| الطول                    | 47.32 م | 54.5 م | 47.32 م                                                                                  |
| باع الجناح               | 38.05 م | 38.05 م | 38.05 م                                                                                  |
| الارتفاع                 | 13.6 م | 13.6 م | 14 م                                                                                     |
| الوزن الأقصى عند الإقلاع | 115680 كغ | 123600 كغ | 115668 كغ                                                                                |
| سرعة الطيران             | ماخ 0٫785 | ماخ 0٫785 | ماخ 0٫785                                                                                |
| السرعة القصوى            | ماخ 0٫81 | ماخ 0٫81 | ماخ 0٫81                                                                                 |
| المسافة القصوى           | 7250 كم | 6300 كم | 5850 كم                                                                                  |
| السعة القصوى للوقود      | 43490 لتر | 43400 لتر | 42680 لتر                                                                                |
| المحركات (2×)            | - رولز رويس أر بي 211-535إي4(535E4) - رولز رويس أر بي 211-535إي4بي(535E4B) - Pratt & Whitney PW2037 - Pratt & Whitney PW2040 | - رولز رويس أر بي 211-535إي4بي(535E4B) - Pratt & Whitney PW2037 - Pratt & Whitney PW2040 - Pratt & Whitney PW2043 | - رولز رويس أر بي 211-535إي4بي(535E4B) - Pratt & Whitney PW2037 - Pratt & Whitney PW2040 |

## الطلبيات والتسليمات
| السنة     | 1991 | 1990 | 1989 | 1988 | 1987 | 1986 | 1985 | 1984 | 1983 | 1982 | 1981 | 1980 | 1979 | 1978 |
| --------- | ---- | ---- | ---- | ---- | ---- | ---- | ---- | ---- | ---- | ---- | ---- | ---- | ---- | ---- |
| الطلبيات  | 50   | 95   | 166  | 148  | 46   | 13   | 45   | 2    | 26   | 2    | 3    | 64   | 0    | 38   |
| التسليمات | 80   | 77   | 51   | 48   | 40   | 35   | 36   | 18   | 25   | 2    | 0    | 0    | 0    | 0    |

| السنة     | المجموع | 2005 | 2004 | 2003 | 2002 | 2001 | 2000 | 1999 | 1998 | 1997 | 1996 | 1995 | 1994 | 1993 | 1992 |
| --------- | ------- | ---- | ---- | ---- | ---- | ---- | ---- | ---- | ---- | ---- | ---- | ---- | ---- | ---- | ---- |
| الطلبيات  | 1049    | 0    | 0    | 7    | 0    | 37   | 43   | 18   | 50   | 44   | 59   | 13   | 12   | 33   | 35   |
| التسليمات | 1049    | 2    | 11   | 14   | 29   | 45   | 45   | 67   | 54   | 46   | 42   | 43   | 69   | 71   | 99   |